# Culture du Portugal

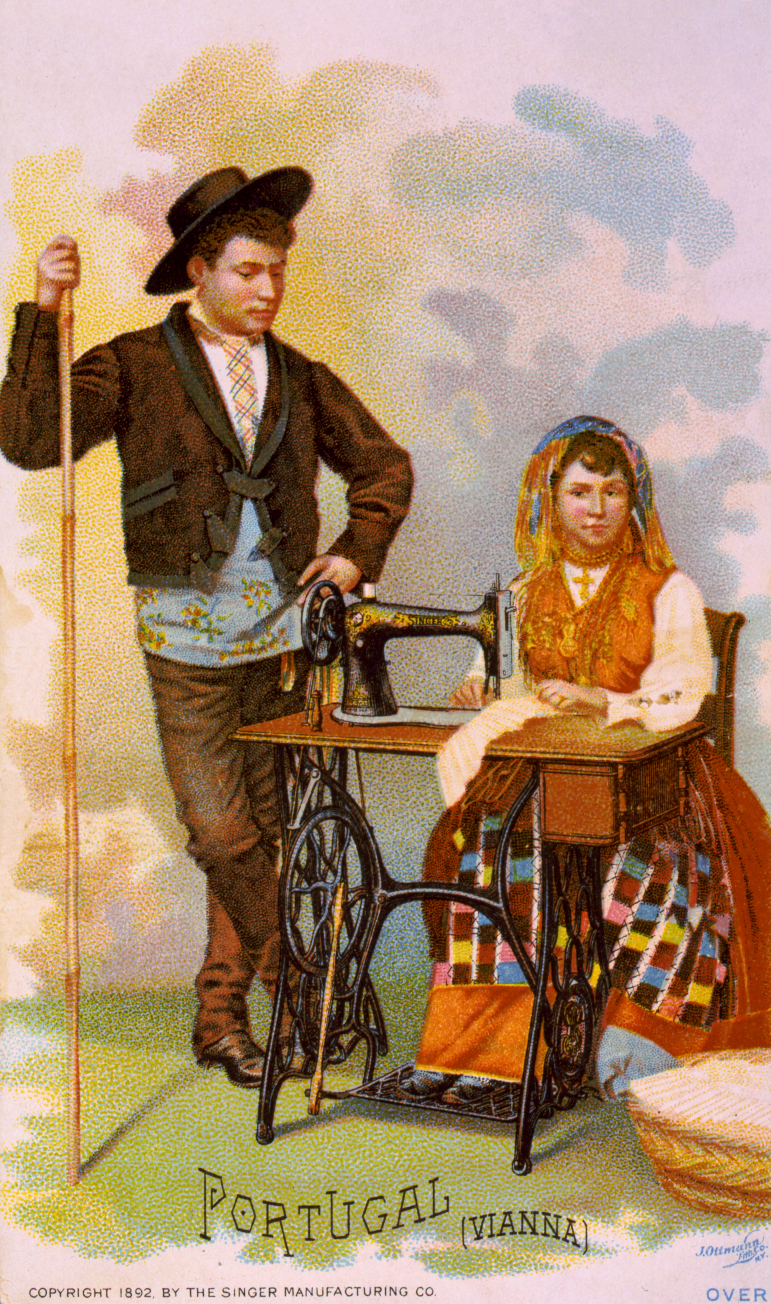
Représentation d'un couple de Portugais au XIXe siècle

La culture du Portugal, pays de l'Europe du Sud, désigne d'abord les pratiques culturelles observables de ses habitants (10 500 000, estimation 2017).
La culture du Portugal trouve ses racines dans la culture latine de la civilisation romaine, avec également un héritage celtibères (mélange de culture celtique pré-romaine et ibérique).
Le Portugal, pays avec une longue histoire qui a connu de nombreuses influences de civilisations étrangères, abrite des bâtiments à l'architecture remarquable, des arts, ameublements et collections littéraires qui sont des miroirs des événements qui ont forgé ce territoire et ses habitants. Les Portugais possèdent de nombreux sites culturels allant de musées jusqu'aux vieilles églises qui témoignent de son héritage culturel.

### Filmographie
- Au cœur du Portugal, film de Jean-Philippe Perrot, ED distribution, Aptly medias, Paris, 2008, 52 min (DVD)
- À la mode de chez nous, film de Pedro Filipe Marques, Adav, Paris, 2012, 1 h 31 min (DVD)